# Aburina electa
Aburina electa là một loài bướm đêm trong họ Noctuidae.